# TOPtrendy 2009
VII Sopot TOPtrendy Festiwal odbył się w dniach od 26 do 28 czerwca 2009 w Operze Leśnej w Sopocie. Po raz drugi festiwal dostępny był za darmo w sieci.

## Koncert TOP
Koncert TOP odbył się 26 czerwca. Udział w nim wzięli artyści, którzy sprzedali najwięcej płyt w okresie od lipca 2007 do grudnia 2008. Poprowadzili go Dariusz Maciborek wraz z Agnieszką Popielewicz. Przed gwiazdami Top 10 gościnnie wystąpił zespół Feel, który sprzedał najwięcej płyt, ale był już notowany z tym samym albumem rok wcześniej.
Klasyfikacja TOP 10:
1. Czesław Śpiewa (Debiut)
2. Maria Peszek (maria Awaria)
3. Ania Dąbrowska (W spodniach czy w sukience)
4. Maryla Rodowicz (Jest cudnie)
5. Katarzyna Nosowska (Osiecka)
6. Coma (Hipertrofia)
7. Anna Maria Jopek (Jo & Co)
8. Piotr Rubik (Habitat, moje miejsce na ziemi)
9. Patrycja Markowska (Świat się pomylił)
10. Waglewski, Fisz i Emade (Męska muzyka)

## Koncert Trendy
Koncert Trendy odbył się 27 czerwca.
Udział wzięli:
1. Michał Rudaś – „Wracaj już”
2. Mrozu – „Miliony monet”
3. Ewa Farna – „Cicho”
4. The Positive – „Bond”
5. Kumka Olik – „Zaspane poniedziałki”
6. Paulla – „Od dziś”
7. Rafał Olbrychski – „Tatango”
8. Przemek Puk – „Chyba mnie znasz”
9. The Few – „Castaway”

Z powodów zdrowotnych zabrakło Miki Urbaniak.
- Nagroda dziennikarzy – Paulla
- Nagroda internautów – Ewa Farna
- Nagroda radiowców – Michał Rudaś

Wyniki głosowania widzów:
1. Paulla (33,17% głosów)
2. Mrozu (21,94% głosów)
3. Michał Rudaś (16,03% głosów)
4. Przemek Puk (11,95% głosów)
5. Ewa Farna (8,84% głosów)
6. The Positive (3,01% głosów)
7. The Few (2,08% głosów)
8. Kumka Olik (1,86% głosów)
9. Rafał Olbrychski (1,12% głosów)

## Koncert jubileuszowy Golec uOrkiestra
Koncert odbył się 26 czerwca, z okazji 10-lecia zespołu Golec uOrkiestra.

## Koncert jubileuszowy 100-lecia Opery Leśnej
27 czerwca odbył się koncert z okazji 100-lecia Opery Leśnej w Sopocie. Na scenie zobaczyliśmy plejadę wykonawców, którzy rozpoczynali swoją karierę na deskach sopockiego amfiteatru, zarówno wiele lat temu, jak i w ostatnim czasie. Wystąpili m.in.: Halina Kunicka, Halina Frąckowiak, Alicja Majewska, Irena Jarocka, Jerzy Połomski, Wojciech Gąssowski, Andrzej Dąbrowski, Bohdan Łazuka, Edyta Górniak, Halina Mlynkova, Joanna Liszowska, Agnieszka Włodarczyk, Artur Chamski, Natasza Urbańska, Janusz Radek, Stefano Terrazzino, Laura Samojłowicz oraz Natalia Kukulska.

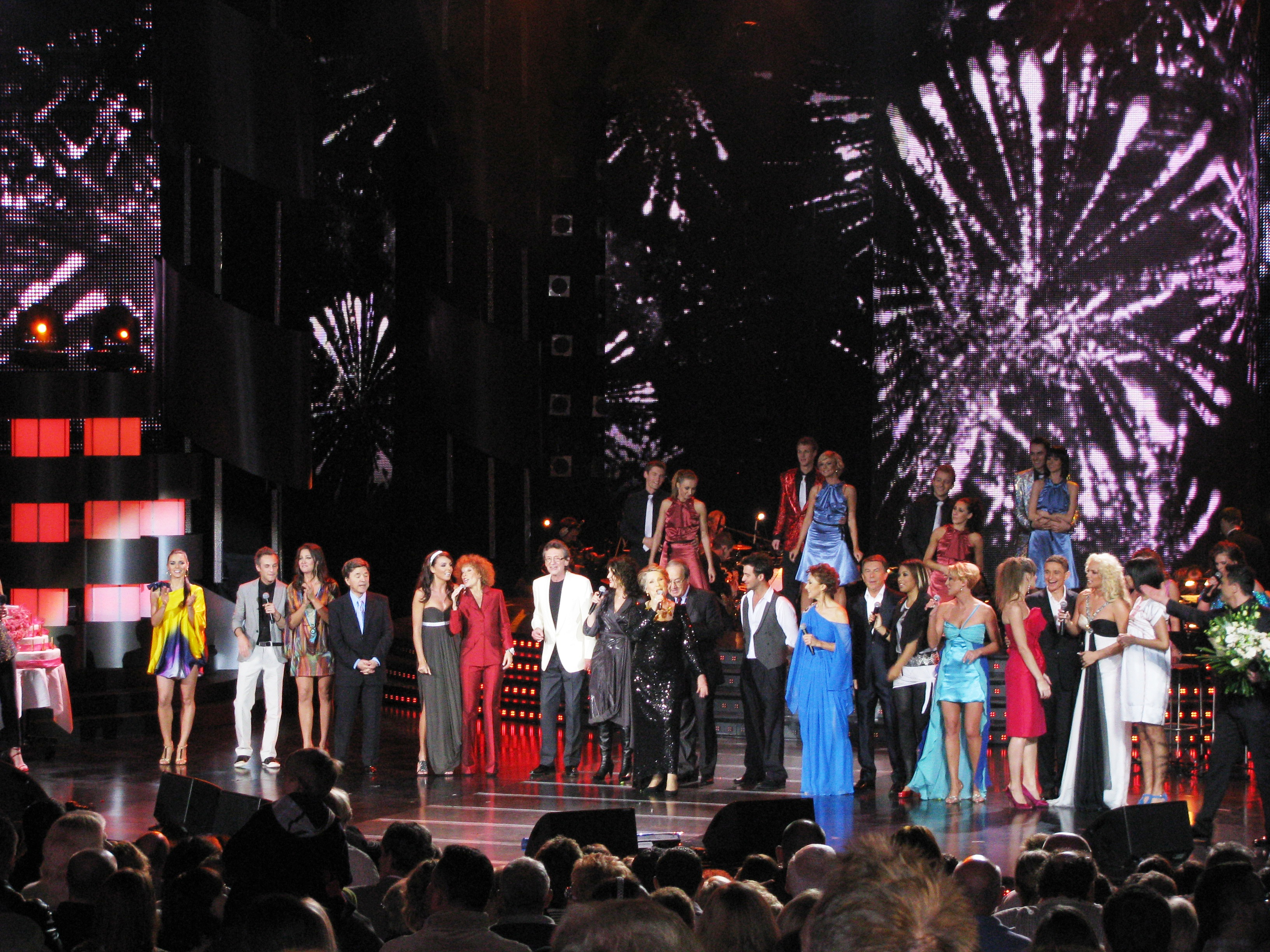
Koncert Jubileuszowy

## Sopocka Noc Kabaretowa
28 czerwca, czyli trzeciego, ostatniego dnia festiwalu, odbyła się Sopocka Noc Kabaretowa na której wystąpiły najlepsze polskie kabarety oraz aktorzy kabaretowi: Kabaret Ani Mru-Mru, Kabaret Moralnego Niepokoju, Cezary Pazura, Jerzy Kryszak, Łowcy.B, Kabaret Paranienormalni, Kabaret pod Wyrwigroszem, Grzegorz Halama, Grupa Wokalna Szafa Gra, Kabaret Neo-Nówka, Grzegorz Halama, Kabaret Limo, Natasza Urbańska, Kabaret Skeczów Męczących, Kabaret Widelec.
Koncert poprowadzili: Piotr Bałtroczyk, Olaf Lubaszenko oraz Mariusz Kałamaga.